# Паче, Жозеф
Жозеф Паче (итал. Joseph Pace, 18 ноября 1959 года, Морбеньо, Италия) — итальянский художник, скульптор и философ.

## Биография
Вырос в Заире, так как его отец Аврелио Пачэ — исследователь истории Африки в те годы работал в Африке на Юнеско. Начал заниматься живописью и скульптурой благодаря своему дяде Антонио Кардиле (итальянский художник, представитель Римской школы).
Пачэ окончил Римский университет Ла Сапиенца, факультет социологии; провёл также различные юридические, социологические и литературные исследования в Риме, в университете Рима и в Париже, в университете Сорбонна.
В 1980-е годы в Париже вместе с врачом Jean-Marc Mayenga и поэтом Pablo Maria Landi, Пачэ создал «фильтранизм» (Le Filtranisme) (художественно-философское направление Nео-эзистэнциализма). Как это являлось эзистэнциализмом для Жана Поля Сартра и Альбера Камю, также фильтранизм выражается в особенности в работах Пачэ, которые представляют собой настоящий теоретический труд.
В те же 1980-е годы работает в Риме и Париже, где в июле 1987 года издаёт первый манифест фильтранизма. В феврале 1988 года организовал в Галерее Hulot в Париже выставку посвященную живописи и поэзии — «Пейзажи фильтранистов». Эта выставка представляла собой «статус кво» абстрактных элементов.
В начале 1990-x годов Пачэ встретил социолога Kurt Heinrich Wolff, который является также другом семьи. Эта встреча радикально изменила художественные направления Пачэ, от изобразительного искусства к абстрактному экспрессионизму, который спустя несколько лет стал максимальным компонентом неформальности фильтраниста. В январе 1990 года в Риме Пачэ вносит свою подпись в растущую группу фильтранистов.
С художественной точки зрения его работы выражают объектность и абстрактный экспрессионизм, создавая таким образом «неформальность фильтраниста». Художник использует различные объекты и материалы, как ювелирные изделия или переработанные материалы, применяя одноцветные и многоцветные изображения которые создают арабески. «На данной поверхности и в разнообразии сверкающих цветов чувствуется запах ещё свежей краски, Пачэ создаёт свои насыщенные цвета»', которые характеризуют его многочисленные работы.
Изобразительный период длился с 1977 по 1990 годы, абстрактный период начинается с 1990 года и характеризуется «периодом дерева» и изучением «фактора С» (1997), следуют также серии работ ещё незавершенных «IDM» (Непреклонность памяти-2000 г) и «ATONS», посвящённая музыке Техно. Пачэ работает также над «Резьбой» с частичным возвращением к изображению.

## Персональные выставки
- Il Gioiello nella Moda e nell'Arte, Museo Boncompagni Ludovisi per Arti Decotarive, Министерство культуры Италии, Рим, 2022 [28][29]
- Joseph Pace, Luxarchaeology, Museo Archeologico Nazionale di Civitavecchia, Национальный археологический музей Чивитавеккья, Министерство культуры Италии, Италия, 2022[30][31][32][33][34]
- Joseph Pace, Ave Crux, Spes Una, Базилика Сан-Лоренцо-ин-Лучина, Рим, Италия, 2021[35][36]
- Joseph Pace, Ave Crux, Spes Una, Пантеон Рима, Базилика Санта-Мария-ад-Мартирес, Direzione dei Musei Statali di Roma, Министерство культуры Италии, Передвижная выставка, Рим, Италия, 2021[37][38][39][40]
- A Expressividade de Joseph Pace na criação de suas joias esculturais, CRCSP, Conselho Regional de Contabilidade do Estado de São Paulo, Сан-Паулу, Бразилия, 2020[41][42][43]
- Joseph Pace, Entre o Informal e a Pop Art, Câmara Municipal de Итапеви, Бразилия, 2020[44][45]
- Sacra sacrorum, Joseph Pace, Biblioteca Storica Nazionale dell'Agricoltura, Министерство сельскохозяйственной, продовольственной и лесной политики Италии, Рим, Италия, 2019[46][47][48][49]
- Sacra sacrorum, Joseph Pace al Pantheon, Пантеон Рима, Polo Museale del Lazio, Министерство культурного наследия, культурной деятельности и туризма Италии, Рим, Италия, 2018[50][51][52]
- Emoções Cósmicas, Câmara Municipal de Итапеви, Instituto de Recuperação do Patrimonio Historico do Estado de Sao Paulo, Итапеви, Сан-Паулу, 2018[53]
- The Grand Challenge, Università Cà Foscari di Venezia, Университет Ка-Фоскари, Венеция,[54], 2016
- Emoções de Joseph Pace por a Festa da República Italiana, Circolo Italiano, Сан-Паулу, 2015[55]
- Florence Biennale, Флорентийская биеннале, Флоренция, 2015[56]
- Joseph Pace Filtranisme, Museo Venanzo Crocetti, Рим, Италия, 2015[57]
- Joseph Pace: L’Eva Futura, Museo Boncompagni Ludovisi della Национальная галерея современного искусства (Рим), Рим, Италия, 2014[58]
- Joseph Pace Filtranisme, Forte Sangallo, Неттуно, Италия, 2011[59]
- Dinamismo cosmico do artista Joseph Pace, Teatro Municipal de Jaguariúna, Жагуариуна, Бразилия, 2011[60][61][62]
- O dinamismo vital e de força cósmica das emoções artísticas de Joseph Pace, Museu de Arte do Parlamento de São Paulo, Сан-Паулу, Бразилия, 2010[63][64][65]
- Obras de Joseph Pace, CRC do Estado de São Paulo, Сан-Паулу, Бразилия, 2010[66]

## Избранные групповые выставки
- Varcare le Soglie della Speranza, Brasile e Italia Uniti nell'Arte, Сан-Лоренцо-ин-Лучина, Рим, 2022[67][68]
- Libri d’artista. L’Arte da leggere, Museo Boncompagni Ludovisi per le Arti Decorative, Рим, Direzione dei Musei Statali di Roma, Министерство культурного наследия, культурной деятельности и туризма Италии, 2021[69][70][71]
- Libri d’artista. L’Arte da leggere, Замок Копертино, Лечче, Италия, Polo Museale della Puglia, Министерство культурного наследия, культурной деятельности и туризма Италии, 2019—2020[72][73][74]
- Libri d’artista. L’Arte da leggere, Замок Бари, Бари, Италия, Министерство культурного наследия, культурной деятельности и туризма Италии, Polo Museale della Puglia, 2019[75][76][77]
- Palazzetto dei Nobili, Л’Акуила (провинция), 2015[78]
- O no negro no Futebol Brasileiro — A arte, os artista, Museu Afro Brasil, Сан-Паулу, Бразилия, 2014[79]
- L’Aquila Forever, Museo Crocetti, Рим, Италия, 2014[80]
- Arte Italo-Brasileira, Ambasciata d’Italia a Brasilia, Бразилиа, Бразилия, 2013[81]
- Meditazioni, Museo Diocesano di Amalfi, Амальфи, Италия, 2012[82]
- Arte Italo Brasiliana, Forte Sangallo, Неттуно, Италия, 2012[83]
- Momento Italia-Brasile, Arte Brasiliana, Paradiso sul mare, Анцио, Италия, 2010[84][85]
- Orme: Rassegna d’Arte Contemporanea, Festival Internazionale del Cinéma di Ostia, Остия Антика, Италия, 2009[86]
- Expo Arte Sevilla, Всемирная выставка Севилья 1992, Севилья, Испания, 1992